# Massarina tiliae
Massarina tiliae är en svampart som först beskrevs av W. Phillips & Plowr., och fick sitt nu gällande namn av Pier Andrea Saccardo 1883. Massarina tiliae ingår i släktet Massarina och familjen Massarinaceae.   Inga underarter finns listade i Catalogue of Life.